# Тіффані Джексон
Тіффані Джексон-Джонс (нар. 26 квітня 1985 — пом. 3 жовтня 2022) — американська баскетболістка та тренер. Вона грала в студентській баскетбольній команді «Техас Лонгхорнс», здобувши всеамериканські нагороди. Джексон професійно грала у Жіночій національній баскетбольній асоціації за «Нью-Йорк Ліберті», «Тасла Шок» і «Лос-Анджелес Спаркс». Вона також грала в ізраїльській прем'єр-лізі за «Маккабі Бнод Ашдод». Пізніше повернулася до Техасу як помічник тренера «Лонгхорнс».

## Раннє життя
Джексон народилася в Лонгв'ю, штат Техас, 26 квітня 1985 року. Вона розпочала свою кар'єру в середній школі в Лінкольн Гай у Далласі, яку привела до послідовних виступів у грі класу 4A чемпіонату штату у старших класах. Джексон перевелася до середньої школи у Данканвіллі та виграла титул штату класу 5A. На матчі усіх зірок Мак-Дональда й Асоціація жіночих баскетбольних тренерів назвали її Всеамериканською спортсменкою.

## Кар'єра в університеті
Джексон вступила до Техаського університету в Остіні та грала у студентський баскетбол за «Техас Лонгхорнс». У 2004 році Асоціація баскетбольних журналістів США назвала її першокурсницею року. На другому курсі у 2006 році Асоціація обрала Джексон у першу п'ятірку всеамериканської збірної студентського баскетболу, а Ассошіейтед Прес (АП) до третьої п'ятірки. Вона отримала почесну згадку як всеамериканська спортсменка від АП. Вона здобула нагороди на всіх Конференціях у Big 12 у всіх чотирьох сезонах, включно з вибором у перші п'ятірки в останніх трьох сезонах.

### Техаська статистика
| Рік     | Команда | GP  | Очки | FG%  | 3P%  | FT%  | RPG | APG | SPG | BPG | PPG  |
| ------- | ------- | --- | ---- | ---- | ---- | ---- | --- | --- | --- | --- | ---- |
| 2003–04 | Техас   | 35  | 455  | 47.3 | –    | 72.8 | 7.5 | 1.7 | 1.9 | 1.3 | 13.0 |
| 2004–05 | Техас   | 31  | 568  | 56,0 | –    | 66.7 | 8.7 | 1.8 | 3.3 | 1.9 | 18.3 |
| 2005–06 | Техас   | 25  | 357  | 40.7 | –    | 71.3 | 8.7 | 2.0 | 2.6 | 1.4 | 14.3 |
| 2006–07 | Техас   | 32  | 537  | 41.5 | 33.3 | 68.4 | 9.0 | 2.1 | 2.5 | 1.3 | 16.8 |
| Кар'єра | Техас   | 123 | 1917 | 46.5 | 33.3 | 69.6 | 8.4 | 1.9 | 2.5 | 1.5 | 15.6 |

## Професійна кар'єра
«Нью-Йорк Ліберті» ЖНБА вибрала Джексон у першому раунді, п'ятим загальним вибором, драфту ЖНБА 2007 року. Джексон дебютувала в ЖНБА 20 травня 2007 року перемогою над «Чикаго Скай» з рахунком 83:71. Під час сезону як новачок вона очолила лігу за кількістю зіграних ігор (34). Пізніше вона фінішувала четвертою за загальним відсотком підбирань (17,5) і п'ятою за відсотком підбирань у захисті (23,6) наступного року. 14 червня 2010 року «Ліберті» обміняла Джексон на Пленетт Пірсон з «Талса Шок». У сезоні 2011 року Джексон провела свій найкращий професійний сезон, набираючи в середньому 12,4 очка та роблячи 8,4 підбирання у складі «Шок». Вона знову очолила лігу за кількістю зіграних ігор (34) та посіла друге місце за кількістю зіграних хвилин (1152), підбирань у нападі (100), третє за кількістю хвилин за гру (33,9), четверте за загальним числом підбирань (286) та підбирань за гру (8,4), п'яте у підбираннях у захисті (186).
Під час гри за «Талсу» у вересні 2015 року у Джексон виявили рак молочної залози III стадії. Після лікування вона відновила свою кар'єру в «Маккабі Бнод Ашдод» в ізраїльській прем'єр-лізі, з якою вона грала в міжсезоння ЖНБА з 2013 року. У лютому 2017 року вона підписала контракт з «Лос-Анджелес Спаркс» ЖНБА.
У лютому 2018 року Джексон знову підписала контракт зі «Спаркс». Хоча вона мала намір зіграти один останній сезон у Лос-Анджелесі, у квітні 2018 року вона пішла з ЖНБА, щоб повернутися до своєї альма-матер і стати помічником у штабі головного тренера «Лонгхорнс» Карен Астон. Джексон продовжувала грати за «Маккабі Бнод Ашдод» до 2020 року. Вона завершила свою кар'єру в клубі, багаторазово здобувши чемпіонство, та привела клуб до найкращого результату в Кубку Європи у 2015 році, коли вони пройшли до півфіналу.

## Статистика кар'єри ЖНБА
| Сезон | Команда                      | GP | GS | MPG  | FG%  | 3P%   | FT%  | RPG | APG | SPG | BPG | TO  | PPG  |
| ----- | ---------------------------- | -- | -- | ---- | ---- | ----- | ---- | --- | --- | --- | --- | --- | ---- |
| 2007  | Нью-Йорк Ліберті             | 34 | 0  | 13.9 | .416 | .000  | .570 | 3.1 | 0.6 | 0.6 | 0.3 | 1.4 | 5.1  |
| 2008  | Нью-Йорк Ліберті             | 25 | 0  | 19.8 | .516 | .000  | .630 | 5.7 | 1.0 | 0.9 | 0.3 | 1.9 | 8.3  |
| 2009  | Нью-Йорк Ліберті             | 34 | 9  | 14.6 | .450 | .000  | .719 | 3.4 | 0.7 | 0.6 | 0.3 | 1.2 | 5.3  |
| 2010  | Нью-Йорк Ліберті / Талса Шок | 34 | 17 | 21.1 | .395 | 1.000 | .787 | 5.1 | 1.1 | 1.1 | 0.2 | 1.7 | 6.7  |
| 2011  | Талса Шок                    | 34 | 32 | 33.9 | .456 | .000  | .776 | 8.4 | 2.0 | 1.1 | 0.6 | 2.7 | 12.4 |
| 2013  | Талса Шок                    | 19 | 10 | 20.7 | .393 | .000  | .654 | 4.5 | 0.7 | 1.3 | 0.2 | 1.4 | 4.4  |
| 2014  | Талса Шок                    | 7  | 0  | 10.1 | .400 | .000  | .750 | 1.9 | 0.1 | 0.5 | 0.1 | 0.5 | 2.1  |
| 2015  | Талса Шок                    | 12 | 0  | 23.2 | .500 | .000  | .833 | 4.3 | 0.7 | 0.5 | 0.4 | 1.3 | 4.1  |
| 2017  | Лос-Анджелес Спаркс          | 26 | 1  | 5.7  | .462 | .000  | .625 | 1.2 | 0.1 | 0.0 | 0.1 | 0.4 | 1.1  |

Джерело:

## Тренерська кар'єра
Джексон провела чотири роки помічником тренера в «Техасі». У квітні 2022 року її оголосили новим головним тренером у коледжі Вайлі.

## Особисте життя
Джексон була одружена з Дерріком Джонсом. У 2012 році у пари народився син.
Джексон померла від раку грудей у Далласі 3 жовтня 2022 року. Їй було 37.